# Kinnareds församling
Kinnareds församling var en församling i Falkenbergs kontrakt i Göteborgs stift. Församlingen ingick i Torups pastorat och låg i Hylte kommun i Hallands län. Församlingen uppgick 2014 i Torups församling.
Församlingskyrka var Kinnareds kyrka.

## Administrativ historik
Församlingen har medeltida ursprung.
Församlingen var till 2014 annexförsamling i pastoratet Torup och Kinnared som 1962 utökades med Drängsereds församling. Församlingen uppgick 2014 i Torups församling.